# Bathyphantes floralis
Bathyphantes floralis là một loài nhện trong họ Linyphiidae.
Loài này thuộc chi Bathyphantes. Bathyphantes floralis được Tu & Li miêu tả năm 2006.